# André Chéron
André Chéron (Colombes, 25 de septiembre de 1895 – Leysin, 12 de septiembre de 1980) fue un ajedrecista, divulgador y compositor de estudios de finales de ajedrez francés.
Es más conocido por su trabajo en la teoría de finales, ámbito en el que se preocupaba por obtener pruebas detalladas sobre los resultados de los finales teóricos. Compuso cientos de estudios de finales y se le considera uno de los más importantes teóricos en este campo. La FIDE le galardonó con el título de Maestro Internacional de Composición de Ajedrez en 1959, el primer año que se otorgaba el título.

## Biografía
Chéron vivió durante la mayor parte de su vida en Suiza. Fue Campeón de Francia en tres ocasiones (1926, 1927, y 1929) y participó, dentro del equipo francés, en la Olimpiada de ajedrez de Londres de 1927. En el Campeonato mundial de ajedrez amateur de la FIDE de 1928, que se celebró en La Haya paralelamente a la Olimpiada de Ajedrez de 1928 quedó en 9º lugar de 16 participantes.
Sufría una grave enfermedad pulmonar que le llevó a pasar muchos años internado en un sanatorio. En 1927 publicó el tratado general Traité complet d'échecs, pero posteriormente se dedicó en exclusiva al estudio de finales. Realizó notables contribuciones a la teoría de finales, en particular los de torres y peones y los de caballos y peones. En 1934, Chéron escribió otro libro sobre cuestiones teóricas de la composición ajedrecística (Les Échecs artistiques). En 1940 fue coautor de una guía sobre la teoría matemática del bridge con Émile Borel, titulada Théorie mathématique du bridge à la portée de tous.
Compuso cientos de estudios, de los cuales más de 350 figuran en la base de datos de referencia de Harold van der Heijden. En 1959 fue uno de los cinco primeros compositores y estudiosos de problemas en recibir el título de Maestro Internacional de Composición honoris causa de la FIDE.
El trabajo de su vida fue la obra en cuatro volúmenes Lehr- und Handbuch der Endspiele (título en alemán), que se publicó primero en francés en 1952 bajo el título Nouveau traité complet d'échecs: la fin de partie y en alemán en 1952-58 (con una segunda edición revisada en 1962-70) y considerado durante mucho tiempo como la obra de referencia por excelencia en materia de finales. Contiene todos los finales que se dan en la práctica y además recoge más de 100 estudios compuestos por el propio Chéron.

## Un estudio de André Chéron
|       |    |       |    |    |    |       |    |    |  |
|       | a8 | b8    | c8 | d8 | e8 | f8    | g8 | h8 |  |
| a7    | b7 | c7    | d7 | e7 | f7 | g7    | h7 |    |  |
| a6    | b6 | c6    | d6 | e6 | f6 | g6    | h6 |    |  |
| a5    | b5 | c5    | d5 | e5 | f5 | g5    | h5 |    |  |
| a4    | b4 | c4 nl | d4 | e4 | f4 | g4    | h4 |    |  |
| a3    | b3 | c3    | d3 | e3 | f3 | g3 pd | h3 |    |  |
| a2 kd | b2 | c2 kl | d2 | e2 | f2 | g2 nl | h2 |    |  |
| a1    | b1 | c1    | d1 | e1 | f1 | g1    | h1 |    |  |
|       |    |       |    |    |    |       |    |    |  |

En este final de dos caballos contra peón, el peón negro está muy alejado de la línea de Troitzky, pero las blancas consiguen ganar, debido a la posición del rey negro. Sin embargo, esto requiere una maniobra larga y muy precisa.
Solución
1. Rc3!  Rb1!  2. Rd2  Ra1  3. Rc1!  Ra2  4. Rc2  Ra1 5. Rb3 Rb1
6. Cb2  Rc1  7. Rc3  Rb1  8. Cd3  Ra1  9. Rb4  Ra2  10. Ra4  Ra1  11. Ra3  Rb1
12. Rb3  Ra1  13. Ce3  g2  14. Cc2+  Rb1  15. Ca3+  Ra1  16. Cb4  g1=D  17. Cbc2 mate.

## Obras
- La Fin de partie, Aigle (Vaud), 1923
- Traité complet d'échecs, Bruselas, 1927 (2ª ed. París, 1939)
- Manuel d'échecs du débutant, París, 1928
- Initiation au problème d'échecs stratégique, París, 1930
- Les Échecs artistiques, Lausana - Ginebra, 1934
- Miniatures stratégiques françaises, Nancy - Estrasburgo - París, 1936
- Les Échecs artistiques, Librairie Payot, París, 1957 (2ª ed. París, 1971)
- Lehr- und Handbuch der Endspiele, Band 1, Leysin, agosto de 1960
- Lehr- und Handbuch der Endspiele, Band 2, Leysin, septiembre de 1964
- Lehr- und Handbuch der Endspiele, Band 3, Leysin, marzo de 1969
- Lehr- und Handbuch der Endspiele, Band 4, Leysin, mayo de 1970